# Uppsala General Catalogue

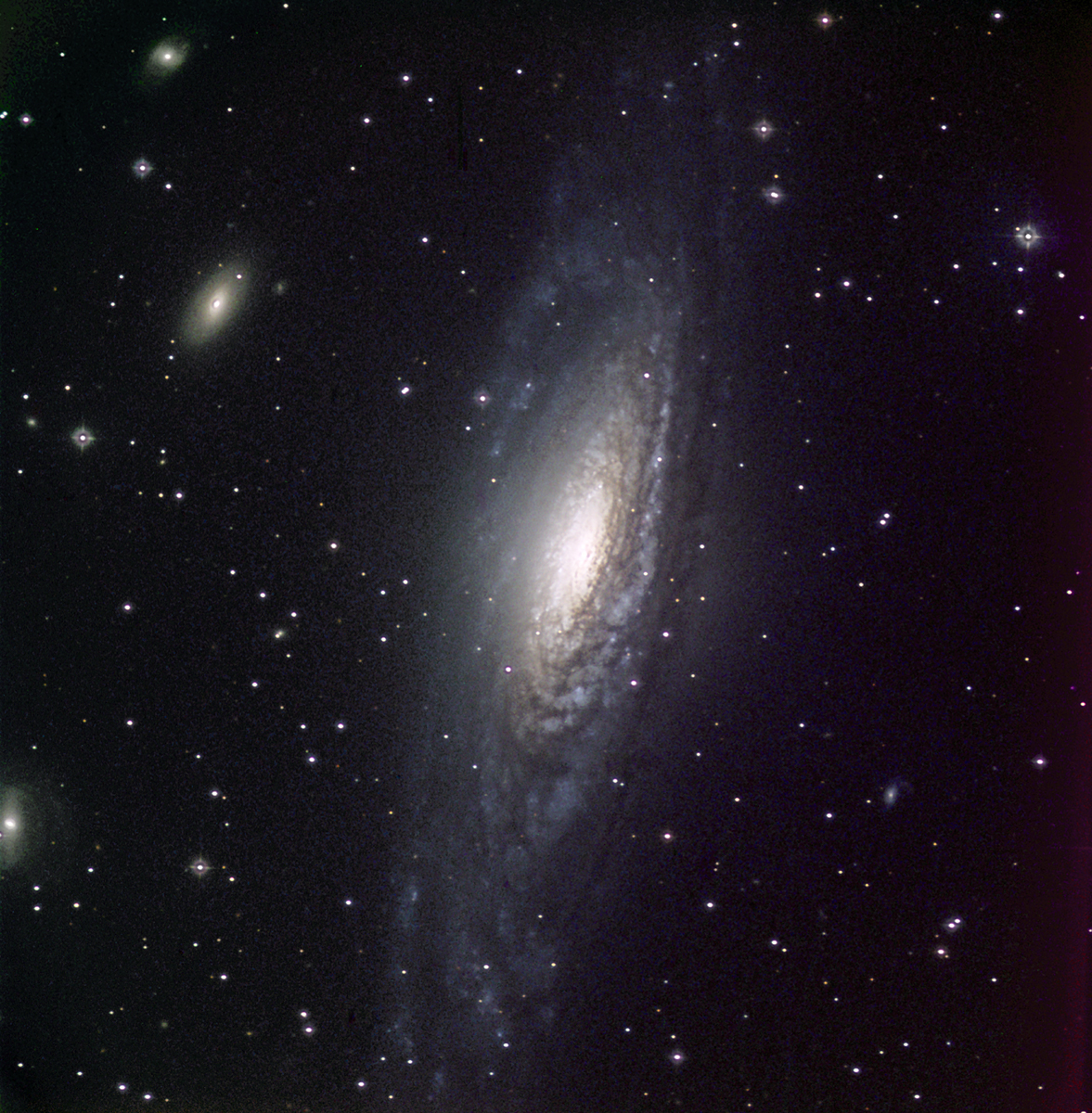
UGC 12113, galassia a spirale della costellazione di Pegaso, una delle galassie catalogate da UGC.

L'Uppsala General Catalogue of Galaxies (Catalogo Generale di galassie di Uppsala, meglio noto con l'abbreviazione UGC) è un catalogo di oggetti del profondo cielo pubblicato nel 1973 dall'Osservatorio astronomico di Uppsala, contenente 12.921 galassie visibili nell'emisfero boreale.

## Struttura del catalogo
Questo catalogo comprende tutte le galassie a nord della declinazione -02° 30', con un diametro apparente maggiore di 1,0 arcominuti e più luminose della magnitudine apparente 14,5. La principale fonte di dati utilizzata per la sua compilazione fu una copia delle lastre fotografiche in banda blu della Palomar Observatory Sky Survey (POSS), a cui furono aggiunte anche galassie più piccole di 1,0 arcominuti di diametro, ma più brillanti della magnitudine 14,5 prese dal Catalogue of Galaxies and of Clusters of Galaxies (CGCG) compilato da Fritz Zwicky.
Le informazioni contenute nel catalogo UGC comprendono la descrizione delle galassie e dei loro dintorni, la loro classificazione secondo lo schema di classificazione di Hubble e l'angolo di posizione per le galassie piatte o viste di taglio. Altre informazioni che sono state incluse sono il diametro apparente in banda blu e una descrizione delle galassie che tiene conto il più possibile del loro aspetto visibile sulle lastre fotografiche. Gli autori del catalogo svilupparono un complesso sistema di classificazione che comprendesse vari tipi di peculiarità come interazioni con altre galassie, distorsioni della loro forma, presenza di ponti di materia, getti o pennacchi. I diversi sistemi di classificazione sviluppati allo scopo furono utilizzati in modo complementare per poter registrare nel catalogo il maggior numero di informazioni che era possibile estrarre dalle immagini. La precisione delle coordinate del catalogo è sufficiente soltanto all'identificazione dell'oggetto.

## Addendum
Esiste un'aggiunta al catalogo UGC chiamata Uppsala General Catalogue Addendum e abbreviata UGCA.